# مؤتمر سان ريمو
مؤتمر سان ريمو، هو مؤتمر دولي عقده المجلس الأعلى للحلفاء فيما بعد الحرب العالمية الأولى، في مدينة سان ريمو، إيطاليا، في الفترة من 18 إلى 26 أبريل/نيسان 1920. وحضره الحلفاء الرئيسيون في الحرب العالمية الأولى يمثلهم رئيس وزراء المملكة المتحدة (جورج لويد)، رئيس وزراء فرنسا (ألكسندر ميلران)، رئيس وزراء إيطاليا (فرانشيسكو سافيريو نيتي) وسفير اليابان (ماتسوي كيشيرو [الإنجليزية]) وممثل عن كل من بلجيكا واليونان، للبحث في شروط الحلفاء للصلح مع تركيا طبقاً لمعاهدة سيفر، والمصادقة عليها بعد إعلان سوريا استقلالها ومناداتها بالأمير فيصل ملكاً عليها في المؤتمر السوري العام في الثامن من آذار (مارس) 1920.
وقد حضر المؤتمر وفد يهودي مكون من حاييم وايزمان وناحوم سوكولوڤ وهربرت صموئيل، الذي قدم مذكرة إلى الوفد البريطاني عن التسوية النهائية في منطقة شرق البحر المتوسط. وقد استدعي وزير الخارجية البريطاني آرثر بلفور للتشاور، وبالرغم من اعتراض فرنسا على إدماج وعد بلفور في قرارات المؤتمر، إلى أن الضغوط البريطانية جعلت فرنسا توافق.

## النقاط التي بحثها
- معاهدةُ سيڤر التي رسمت مستقبل منطقة الهلال الخصيب التي تضم العراق وسورية الطبيعية بما فيها لبنان والأردن وفلسطين.
- التقسيمات والانتدابات حسب مصالح دول الحلفاء، بحيث تقسم سوريا الكبرى إلى ثلاثة أقسام: سورية، ولبنان، وفلسطين بما فيها شرق الأردن.
- وضع سوريا ولبنان تحت الانتداب الفرنسي، وفلسطين والأردن تحت الانتداب البريطاني بالإضافة إلى العراق، وقد تسبب وضع فلسطين تحت الانتداب البريطاني في اندلاع صداماتٍ واسعةٍ بين اليهود والعرب في مدينةِ القدس.
- كما تناول المؤتمر التوترات الفرنسية الألمانية في حوض الرور فيما يتعلق بشروط معاهدة فرساي، ورفض السماح لألمانيا بزيادة حجم جيشها.[2]

## نتائج المعاهدة
1. وضع سوريا ولبنان تحت الانتداب الفرنسي.
2. وضع العراق تحت الانتداب الإنكليزي.
3. وضع فلسطين وشرقي الأردن تحت الانتداب الإنكليزي مع الالتزام بتنفيذ تصريح بلفور.
4. الاتفاق بين بريطانيا وفرنسا على تنازل الأخيرة عن منطقة الموصل مقابل حصة 25% من نفط الموصل الذي تستخرجه «شركة نفط العراق» البريطانية مع منح فرنسا الشركة تسهيلاتٍ لنقل النفط.[2]

## خلفية تاريخية
اجتمع المؤتمر السوري في (16 جمادى الآخرة 1338هـ= 8 مارس 1920م)، واتخذ عدة قرارات تاريخية تنص على إعلان استقلال سوريا بحدودها الطبيعية استقلالاً تاماً بما فيها فلسطين، ورفض ادعاء الصهيونية في إنشاء وطن قومي لليهود في فلسطين، وإنشاء حكومة مسؤولة أمام المؤتمر الذي هو مجلس نيابي، وكان يضم ممثلين انتخبهم الشعب في سوريا ولبنان وفلسطين، وتنصيب الأمير فيصل ملكًا على البلاد. واستقبلت الجماهير المحتشدة في ساحة الشهداء هذه القرارات بكل حماس بالغ وفرحة طاغية باعتبارها محققة لآمالهم ونضالهم من أجل التحرر والاستقلال.
وتشكلت الحكومة برئاسة علي رضا الركابي، وضمت سبعة من الوزراء من بينهم فارس الخوري وساطع الحصري، ولم يعد فيصل في هذا العهد الجديد المسؤول الأول عن السياسة، بل أصبح ذلك منوطًا بوزارة مسؤولة أمام المؤتمر السوري، وتشكلت لجنة لوضع الدستور برئاسة هاشم الأتاسي، فوضعت مشروع دستور من 148 مادة على غرار الدساتير العربية، وبدأت الأمور تجري في اتجاه يدعو إلى التفاؤل ويزيد من الثقة
غير أن هذه الخطوة الإصلاحية في تاريخ البلاد لم تجد قبولا واستحسانًا من الحلفاء، ورفضت الحكومتان: البريطانية والفرنسية قرارات المؤتمر في دمشق، واعتبرت فيصل أميرًا هاشميًا لا يزال يدير البلاد بصفته قائدًا للجيوش الحليفة لا ملكًا على دولة. ودعته إلى السفر إلى أوروبا لعرض قضية بلاده؛ لأن تقرير مصير الأجزاء العربية لا يزال بيد مؤتمر السلم.
وجاءت قرارات مؤتمر السلم المنعقد في «سان ريمو» الإيطالية في (6 شعبان 1338هـ= 25 إبريل 1920م) مخيبة لآمال العرب؛ فقد قرر الحلفاء استقلال سوريا تحت الانتداب الفرنسي، واستقلال العراق تحت الانتداب البريطاني، ووضع فلسطين تحت الانتداب البريطاني، وكان ذلك سعيًا لتحقيق وعد بلفور لليهود فيها. ولم يكن قرار الانتداب في سان ريمو إلا تطبيقًا لإتفاقية سايكس ـ بيكو المشهورة، وإصرارا قويا من فرنسا على احتلال سوريا.
وكان قرار المؤتمر ضربة شديدة لآمال الشعب في استقلال سوريا ووحدتها، فقامت المظاهرات والاحتجاجات، واشتعلت النفوس بالثورة، وأجمع الناس على رفض ما جاء بالمؤتمر من قرارات، وكثرت الاجتماعات بين زعماء الأمة والملك فيصل، وأبلغوه تصميم الشعب على مقاومة كل اعتداء على حدود البلاد واستقلالها.